# Nortonville (Kentucky)
Nortonville is een plaats (city) in de Amerikaanse staat Kentucky, en valt bestuurlijk gezien onder Hopkins County.

## Demografie
Bij de volkstelling in 2000 werd het aantal inwoners vastgesteld op 1264.
In 2006 is het aantal inwoners door het United States Census Bureau geschat op 1251, een daling van 13 (-1,0%).

## Geografie
Volgens het United States Census Bureau beslaat de plaats een oppervlakte van
2,9 km², geheel bestaande uit land. Nortonville ligt op ongeveer 137 m boven zeeniveau.

## Plaatsen in de nabije omgeving
De onderstaande figuur toont nabijgelegen plaatsen in een straal van 16 km rond Nortonville.